# Eutrepsia substriata
Eutrepsia substriata là một loài bướm đêm trong họ Geometridae.